# Xylopia elliotii
Xylopia elliotii là một loài thực vật thuộc họ Annonaceae. Loài này có ở Ghana và có thể cả Bờ Biển Ngà.